# Elfers
Elfers és una concentració de població designada pel cens dels Estats Units a l'estat de Florida. Segons el cens del 2000 tenia 13.161 habitants.

## Demografia
Segons el cens del 2000, Elfers tenia 13.161 habitants, 5.701 habitatges, i 3.563 famílies. La densitat de població era de 1.447,7 habitants/km².
Dels 5.701 habitatges en un 23,3% hi vivien nens de menys de 18 anys, en un 47,6% hi vivien parelles casades, en un 11,1% dones solteres, i en un 37,5% no eren unitats familiars. En el 31,4% dels habitatges hi vivien persones soles el 20% de les quals corresponia a persones de 65 anys o més que vivien soles. El nombre mitjà de persones vivint en cada habitatge era de 2,23 i el nombre mitjà de persones que vivien en cada família era de 2,77.
Per edats la població es repartia de la següent manera: un 20,1% tenia menys de 18 anys, un 5,4% entre 18 i 24, un 24,5% entre 25 i 44, un 19,3% de 45 a 60 i un 30,7% 65 anys o més.
L'edat mediana era de 45 anys. Per cada 100 dones de 18 o més anys hi havia 79,4 homes.
La renda mediana per habitatge era de 28.998 $ i la renda mediana per família de 31.735 $. Els homes tenien una renda mediana de 27.536 $ mentre que les dones 21.595 $. La renda per capita de la població era de 15.801 $. Entorn del 10,6% de les famílies i el 12,9% de la població estaven per davall del llindar de pobresa.

## Poblacions més properes
El següent diagrama mostra les poblacions més properes.